# Kunstsalon Franke-Schenk
Der Kunstsalon Franke-Schenk ist eine Kunsthandlung und Galerie, die Kunstwerke vom 16. Jahrhundert bis 20. Jahrhundert präsentiert. Der Kunstsalon ist im Jahr 2009 aus der Fusion zweier Firmen hervorgegangen.

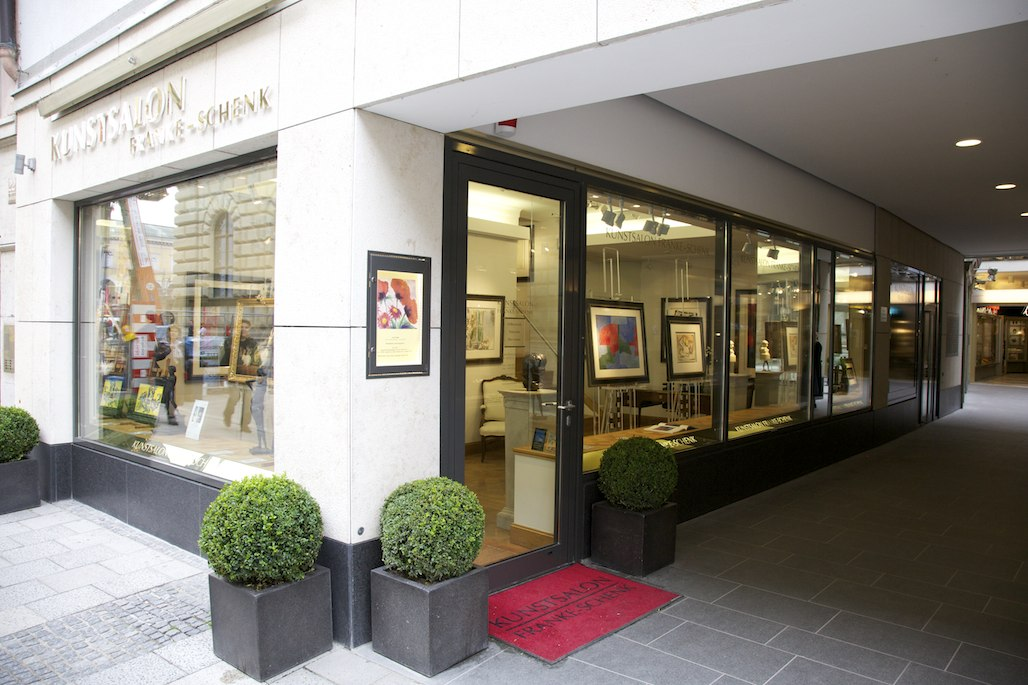
Ansicht der Galerie in der Residenzstraße in München

## Geschichte

### Kunstsalon Franke
Der Kunstsalon Franke-Schenk wurde 1913 als Kunstsalon Franke durch den Metallwarenfabrikanten Willy Franke (1875 Altenburg – 1957 Leipzig) gegründet. Die Kunst- und Antiquitätenhandlung Kunstsalon Franke befand sich bis 1961 in Leipzig. Das Familienunternehmen war vornehmlich auf den Gemäldehandel mit Altmeistern spezialisiert. Ab 1927 trat Sohn Walter Franke (1901 Dresden – 1968 Baden-Baden), ein Kunsthistoriker, der Geschäftsleitung bei. Durch die Repressionen der DDR und die Enteignung der Kunsthändler 1961 zur Flucht gezwungen, ließ sich der Kunstsalon Franke in Baden-Baden nieder.

Ab 1967 übernahm dort in dritter Generation Michael Franke (1939 Leipzig – 1985 Baden-Baden) die Leitung des Kunstsalon Franke. Michael Franke vergrößerte das Geschäft in den 1970er Jahren weiter und intensivierte zusammen mit seiner Frau Catherine Franke den Antiquitätenhandel mit Silber und Möbeln in weiteren Filialen. 1971 übernahm Michael Franke den Vorsitz des Verbandes der Kunsthändler Baden-Württembergs. 

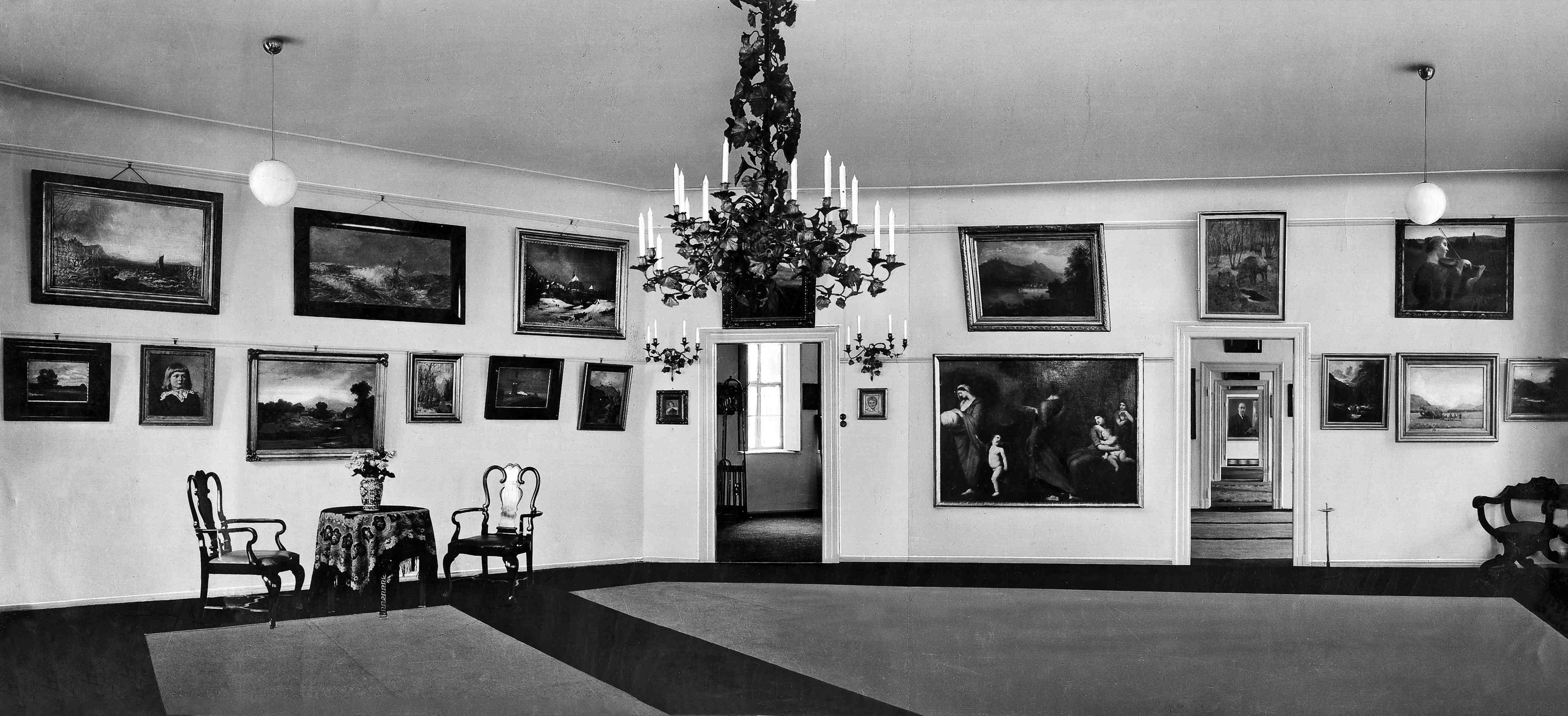
Galerieräumlichkeiten im Königlichen Palais in Leipzig um 1935

Nach seinem frühen Tod 1985 konzentrierte Catherine Franke den Kunsthandel auf die Malerei der klassischen Moderne. Zu den Künstlern der Galerie zählten, neben Marc Chagall, Karl Hofer, Max Pechstein, Karl Schmidt-Rottluff und Alexej von Jawlensky, vor allem Lovis Corinth und Max Liebermann. 1992 veranstaltete Catherine Franke eine Max Liebermann-Ausstellung, die sie in Köln, Zürich und in Berlin, in Liebermanns Wannsee-Villa, präsentierte. Auf ihr Betreiben wurde die Villa unter Denkmalschutz gestellt und die Liebermann-Gesellschaft der Liebermann-Villa gegründet. Ab diesem Jahr arbeitete die Züricher Galerie Dr. Schenk und der Münchner Kunstsalon Franke in gemeinsamen Unternehmungen zusammen.

### Galerie Dr. Schenk
Die Galerie Dr. Schenk wurde 1984 in Zürich gegründet. Der Kunsthistoriker Rolf Schenk begann seine Kunsthändler-Tätigkeit 1979 in der Galerie Carroll in München. Nach seiner Promotion in Kunstgeschichte 1981 verlagerte er sein Arbeitsfeld nach Zürich, wo er für das Auktionshaus Koller und die Galerie Jörg Stuker in Bern tätig war. Von 1984 bis 1993 handelte die Galerie Dr. Schenk hauptsächlich mit Malerei des 18. bis 20. Jahrhunderts und führte Schweizer Künstler von internationalem Rang, wie Cuno Amiet, Albert Anker, François Diday, Giovanni Giacometti und Augusto Giacometti, Ferdinand Hodler und Giovanni Segantini sowie Gottardo Segantini. 

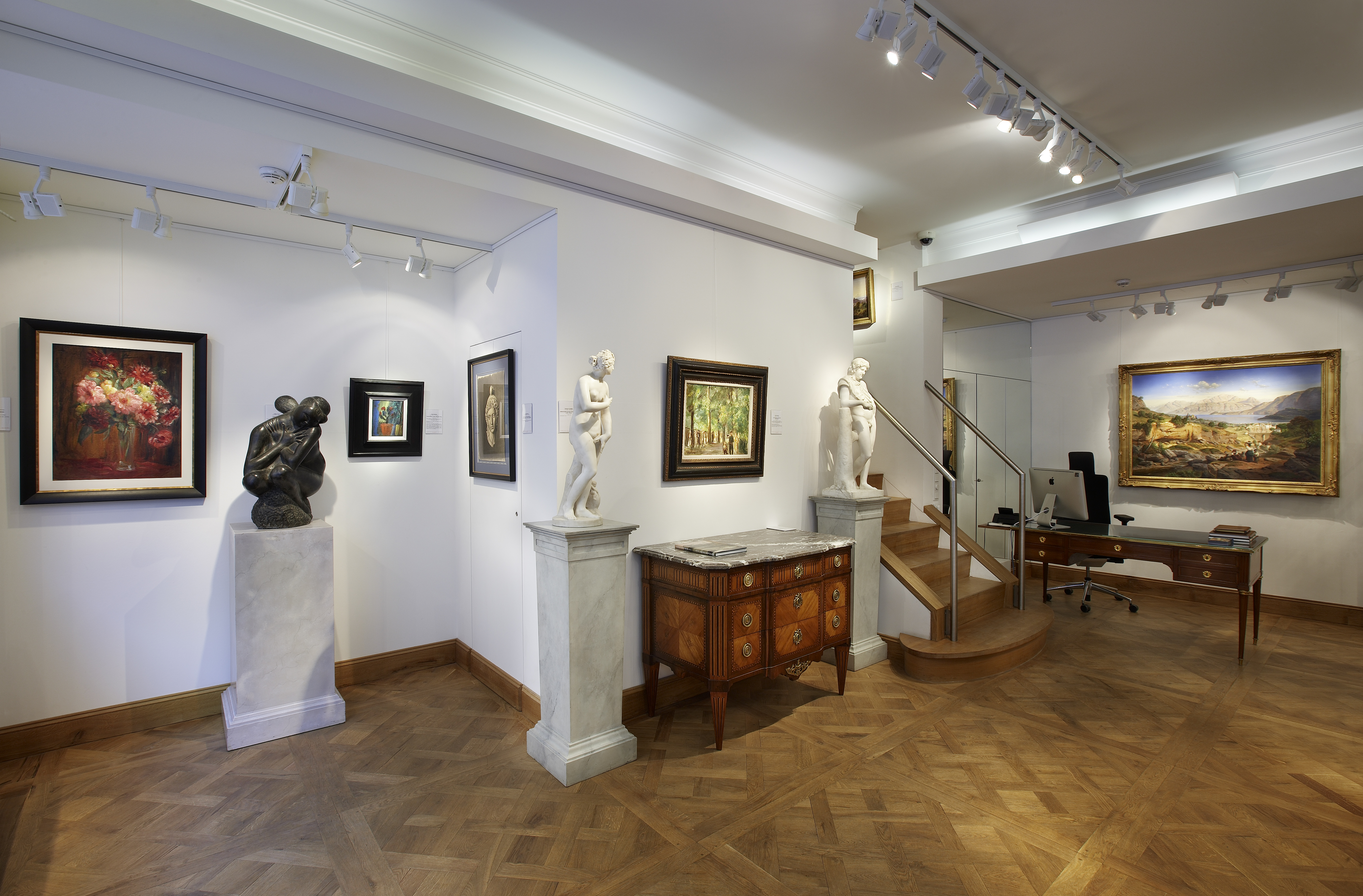
Einblick in die Galerieräumlichkeiten

### Kunstsalon Franke-Schenk
Nach einer gemeinsamen Kunstmesse- und Ausstellungstätigkeit fusionierten die beiden Kunsthandlungen in München zum Kunstsalon Franke-Schenk. Nach mehreren Standortwechseln in der Innenstadt von München ist der Kunstsalon seit 2010 in der Residenzstraße 23 ansässig. Der Kunstsalon Franke-Schenk ist eine Galerie, die sich auf Alte Meister und klassische Moderne spezialisiert hat. Rolf Schenk ist im Vorstand des Deutschen Kunsthandelsverbandes e. V. tätig.

## Künstler
Künstler des Kunstsalon Franke-Schenk (Auswahl):
- Alexandre Calame (1810 Vevey – 1864 Menton)
- Lovis Corinth (1858 Tapiau/Kaliningrad – 1925 Zandvoort)
- André Derain (1880 Chatou/Paris – 1954 Garches/Paris)
- Jakob Philipp Hackert (1737 Prenzlau – 1807 San Piero di Careggi)
- Alexej von Jawlensky (1864 oder 1865 Torschok – 1941 Wiesbaden)
- Ernst Ludwig Kirchner (1880 Aschaffenburg – 1938 Frauenkirch/Davos)
- Paul Klee (1879 Bern – 1940 Muralto/Locarno)
- Max Liebermann (1847 Berlin – 1935 Berlin)
- Hans Makart (1840 Salzburg – 1884 Wien)
- Henry Moore (1898 Castleford – 1986 Much Hadham/Hertfordshire)
- Emil Nolde (1867 Nolde/Schleswig – 1956 Seebüll)
- Emil Orlik (1870 Prag – 1932 Berlin)
- Auguste Renoir (1841 Limoges – 1919 Cagnes)
- Christian Rohlfs (1849 Niendorf/Holstein – 1938 Hagen)
- Jacob Salomonsz. van Ruysdael (1629 Haarlem – 1681 Haarlem)
- Carl Spitzweg (1808 München – 1885 München)
- Lorenz Spring (* 1964 Uster)
- Hans Thoma (1839 Bernau/Schwarzwald – 1924 Karlsruhe)

## Teilnahme an Kunstmessen
Franke-Schenk und die Vorgänger haben regelmäßig an Kunstmessen wie der TEFAF, Kunstmesse München und Cologne Fine Art & Antiques teilgenommen.

## Kataloge
- centenary exhibition I[4]
- Kunstsalon Franke-Schenk 100 Jahre. 1 Jubiläumsausstellung[5]
- Lorenz Spring Farbenspiel[6]
- Rembrandt und Picasso : zwei Grossmeister der Graphik[7]